# Saint-Pierre-lès-Franqueville
Saint-Pierre-lès-Franqueville é uma comuna francesa na região administrativa de Altos da França, no departamento de Aisne. Estende-se por uma área de 7 km². Em 2010 a comuna tinha 54 habitantes (densidade: 7,7 hab./km²).